# Ратуша (Ессен-Край)
Ратуша Края (нім. Krayer Rathaus) — будівля міського управління міста Край (зараз район міста Ессен, Німеччина, федеральна земля Північний Рейн - Вестфалія). Ратуша знаходиться за адресою Kamblickweg 27 на розі з вулицею Ottostraße.

## Історія
В 1901 році Край подав заявку на отримання статусу міста. Це статус був отриманий в 1906 і відразу ж після цього за розпорядженням новообраного бургомістра Людвіга Коліна починається конкурс проектів на будівництво будівлі міського Магістрату. Проект архітектора Отто Мецці (нім. Otto Mecke) був обраний з числа 89 здобувачів. Будівництво було розпочато 3 липня 1907-го року. На той момент муніципалітет регіону був одним з найбагатших в Німеччині, що й знайшло відображення в багатій архітектурі ратуші. Будівництво було завершено 1908-го і 1 жовтня відбулося її урочисте відкриття.

 1 серпня 1929 року Край увійшов до складу міста Ессен і ратуша втратила свої функції адміністративної будівлі магістрату, але після другої світової війни, коли будівлю ратуші міста Ессен було зруйновано, аж до 1979 року в ратуші засідав міський магістрат Ессена. Після відкриття будівлі нової ессенської ратуші в будівлі ратуші Краї залишилися працювати кілька відділів міської адміністрації. Також в будівлі знаходяться поліцейське управління південно-східної частини Ессена, ЗАГС і управління у справах молоді.

 В 1985 році будівлю ратуші Краї було внесено до списку охоронюваних державою пам'ятників.

## Галерея

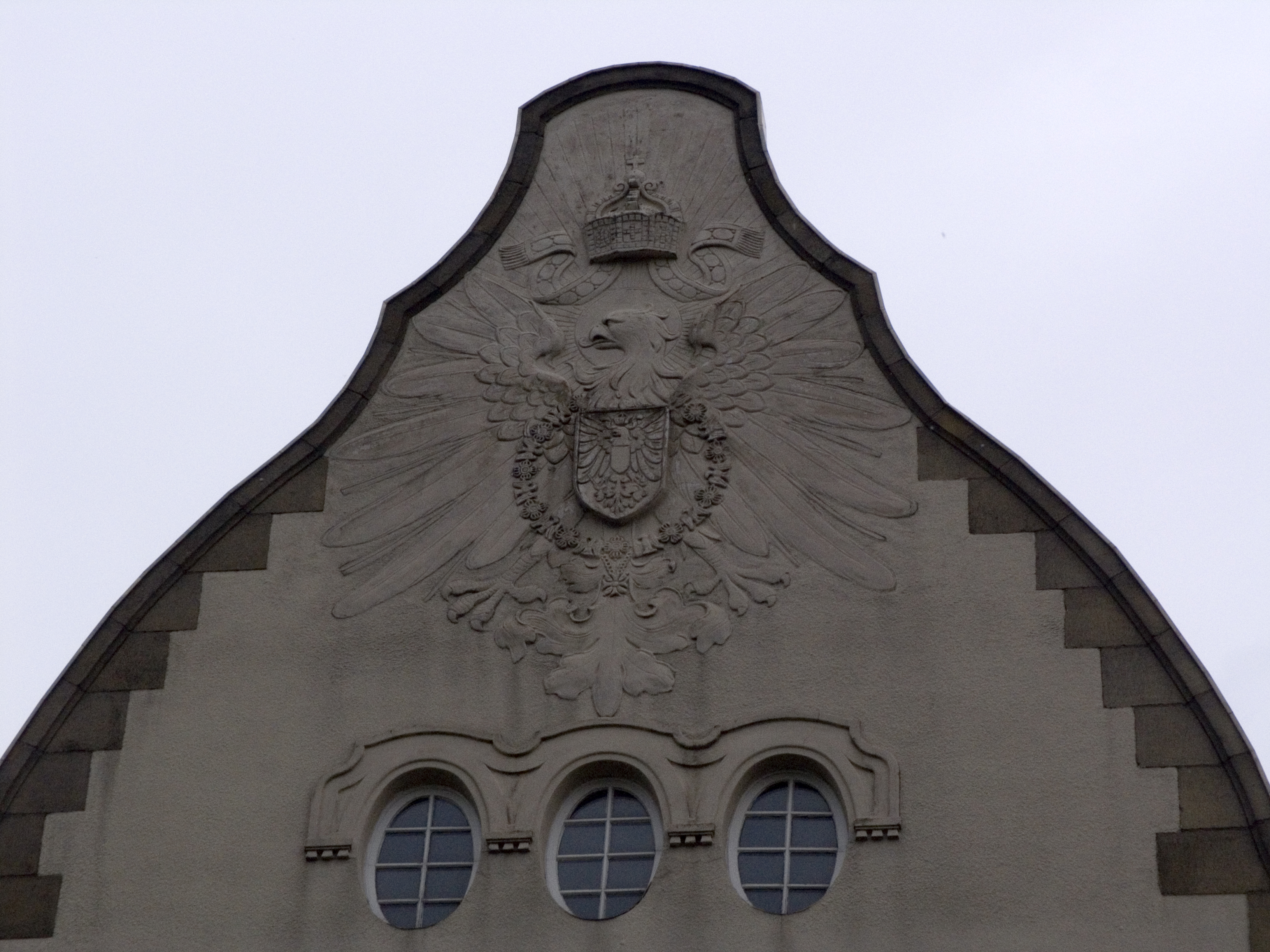
Орел на фронтоні
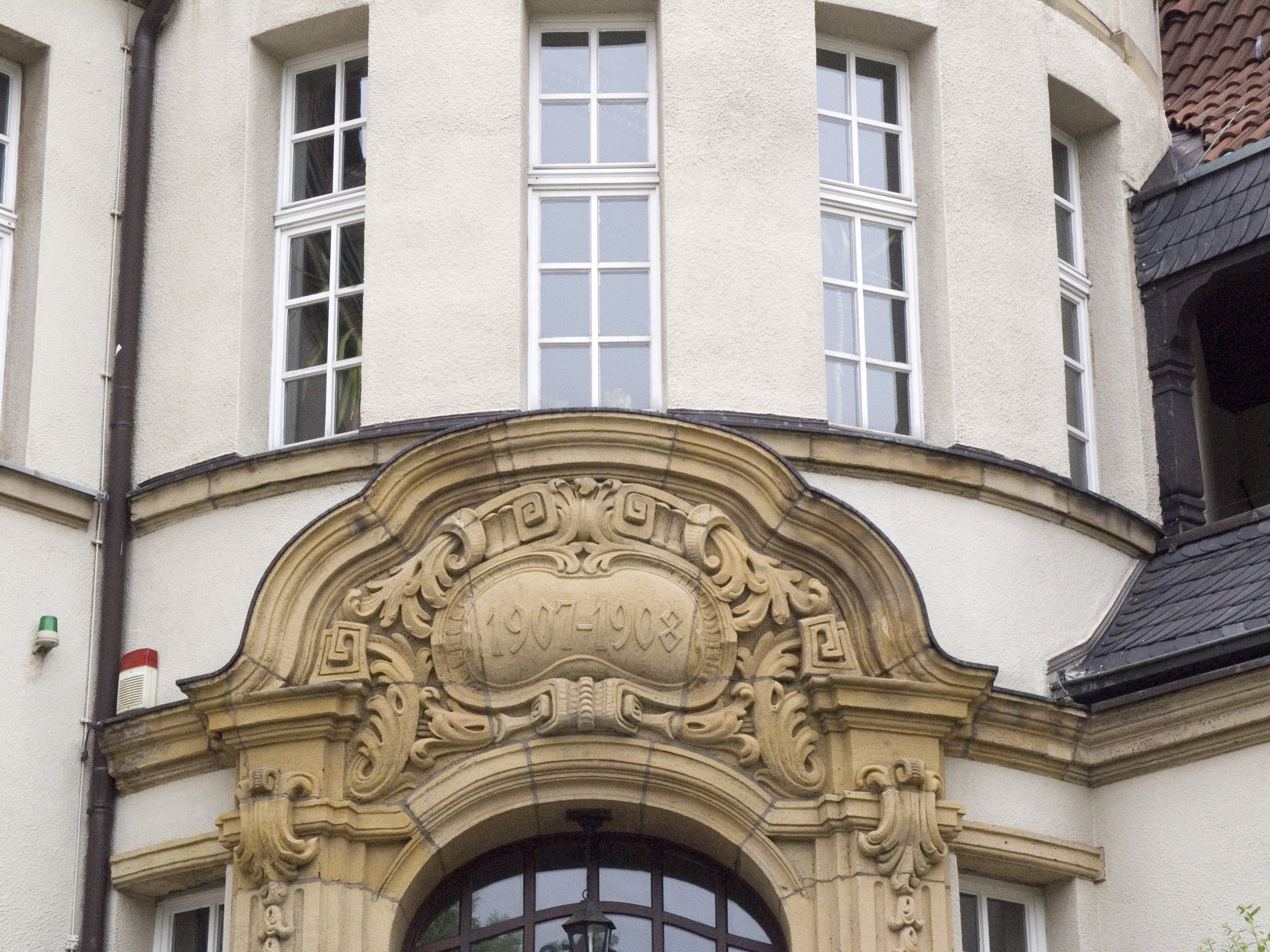
Головний портал
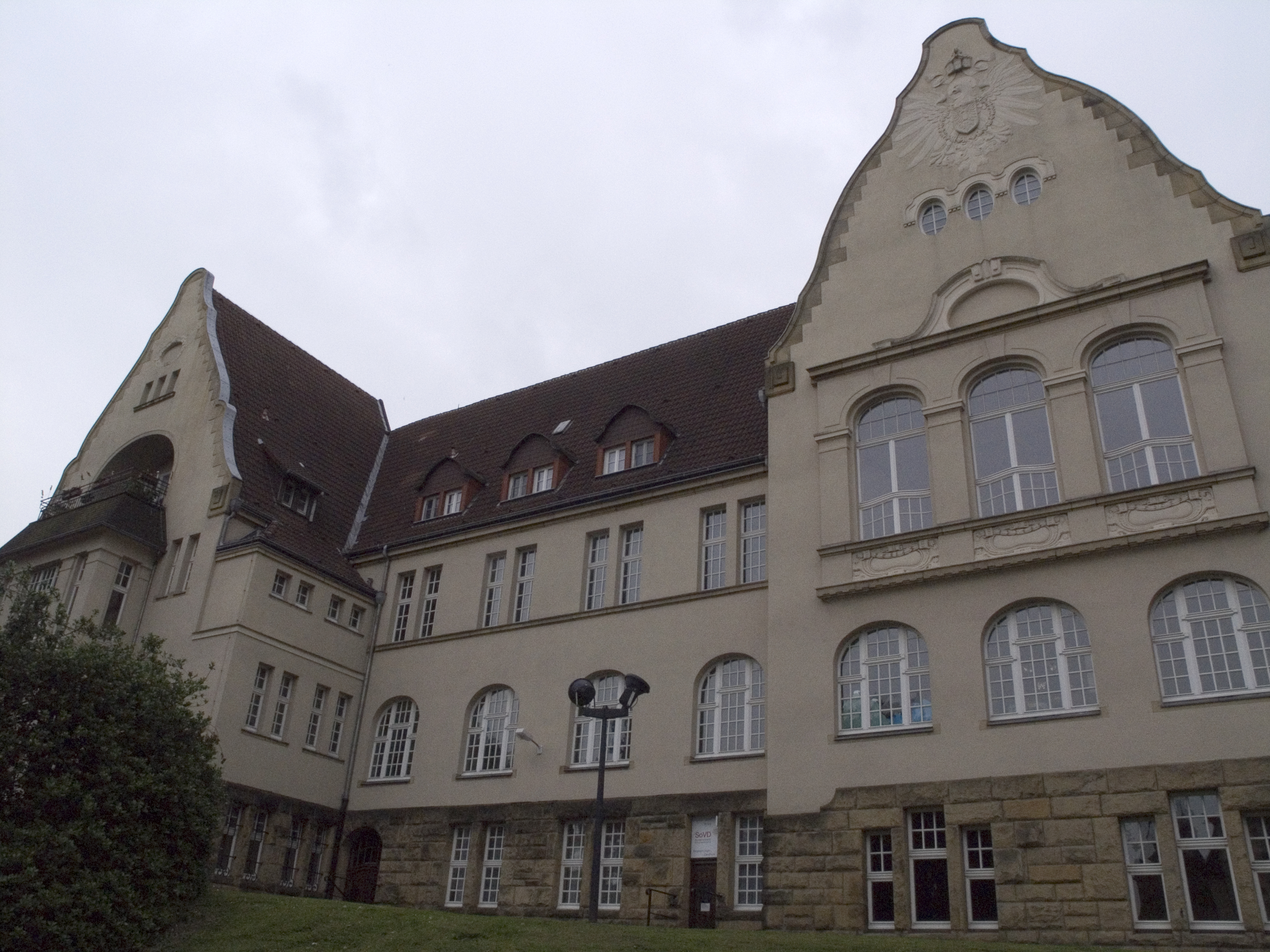
Північний фасад
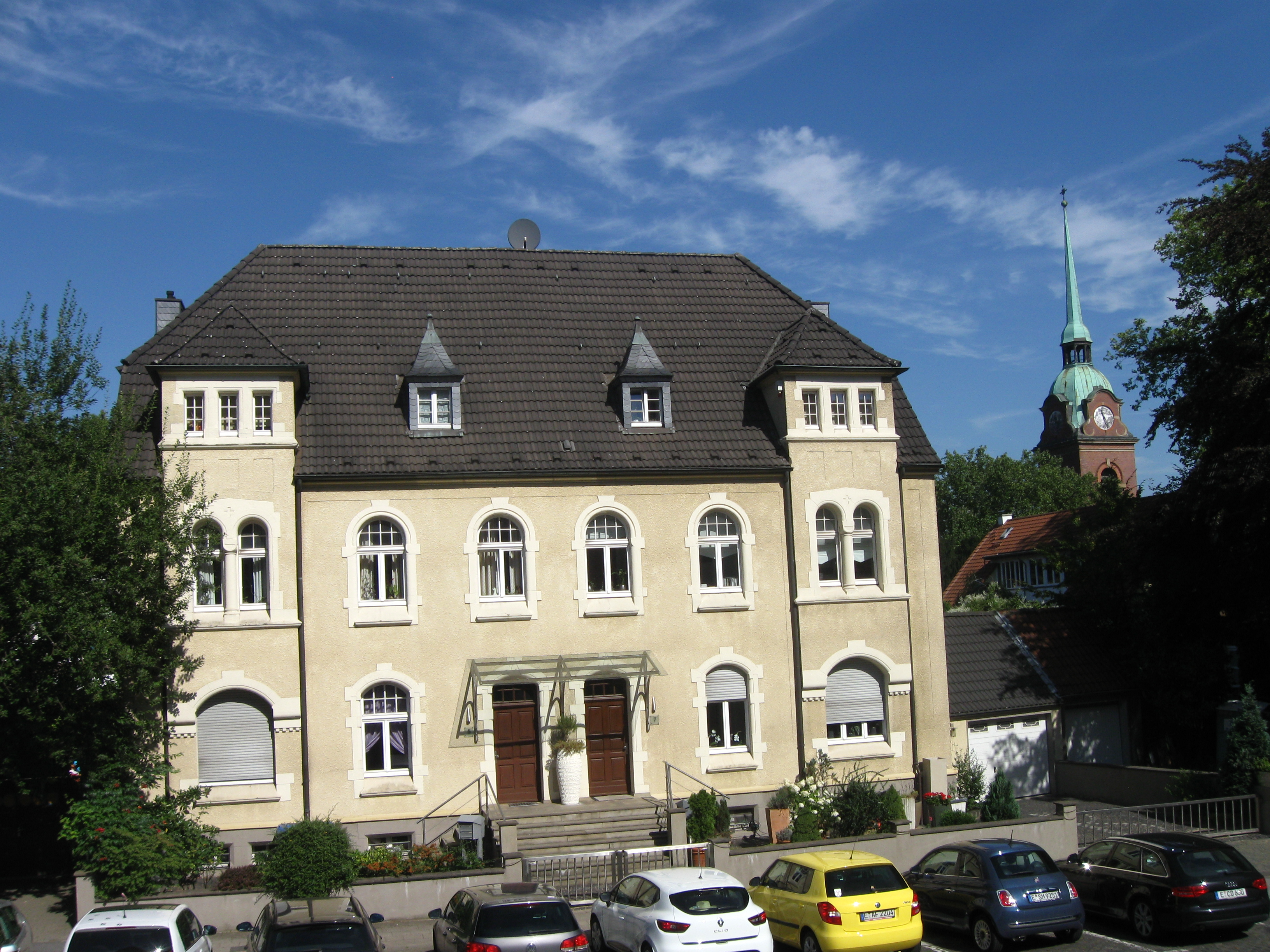
Загальний вигляд
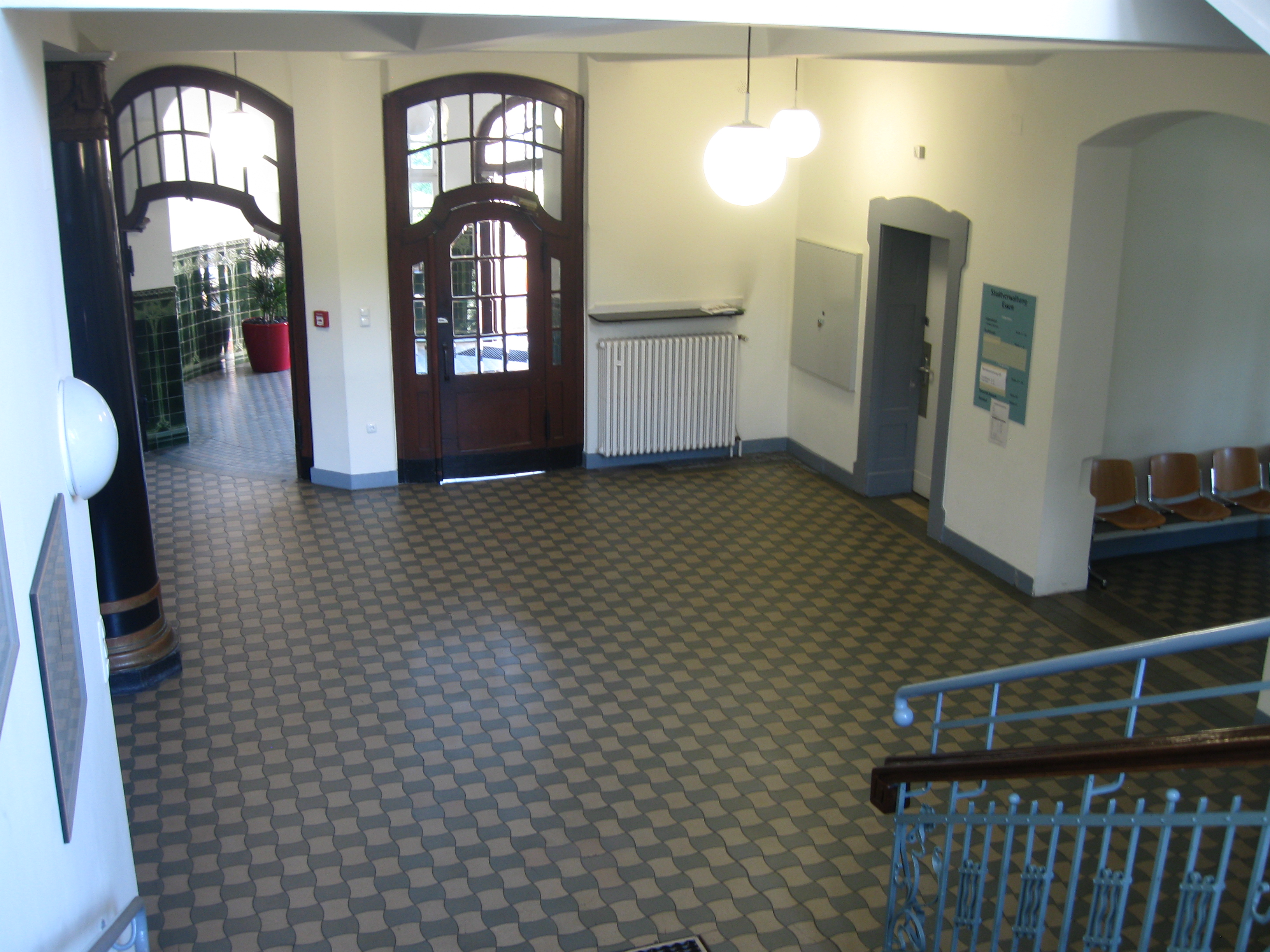
Вигляд зсередини